# サンプラザ中野のオールナイトニッポン
サンプラザ中野のオールナイトニッポン（サンプラザなかののオールナイトニッポン）は、ニッポン放送の深夜番組、オールナイトニッポンの金曜1部（毎週金曜日深夜25:00～27:00）で放送されていたラジオ番組。

## 概要
- 放送期間は1985年4月26日から1987年10月9日まで。
- 番組にはサンプラザ中野の他、同じ爆風スランプのメンバー、パッパラー河合もほぼレギュラー出演していた。
- スタジオの中だけで番組を進めるだけに飽き足らず、外に飛び出して様々なイベントを行うことも多かった番組だった。「幻の商売繁盛 えーらいこっちゃ」「チャリ・伊豆・グランプリ」が代表的なイベントであり、「～えーらいこっちゃ」は日本民間放送連盟が選ぶ「ラジオ成功事例集・人を集めるラジオ部門」の奨励賞を受賞している。
- 1985年9月には、爆風スランプが「こぼうず隊」と名義を変えて歌った「ちゃんちゃらおかP音頭」の歌詞をリスナーから募集している（同時に、その替え歌も募集していた）。ちなみに「おかP」という言葉は現代用語の基礎知識にも載った事があるという[1]。
- 毎回、番組の最後は「プロミス、プロミス、プロミス、ユー」という言葉で締めるのが通例で、爆風スランプの曲『大きな玉ねぎの下で』[2]、『愛がいそいでる』などがエンディングテーマとして流れていた[1]。
- ある時、中野が知人のつてで知ったメジャーデビュー前のTHE BLUE HEARTSの曲を聴いて衝撃を受け、この番組でディレクターに、この曲を掛けたいと希望を出して番組で流したところ大反響を呼び、そこから一躍BLUE HEARTSのメジャーデビューにつながったという[3]。
- 笑いネタのコーナーだけではなく、『スクールトゥモロー 学校で生き抜くために』という悩み事、相談事や諸問題を一緒に真面目に考えるコーナーも設けられ、時には中野が心温まる話のはがきを読んで涙していたということもあった[4]。中野は最終回放送を終えた後、この番組の総括として「自分で満足出来る放送はそう何回も無かった」と自ら厳しく振り返っている[5]。

## 主なコーナー、企画[1]

### 笑って笑って
リスナーの周りのおかしなネタ、写真、記事、出来事などを投稿し、みんなで笑おうというコーナー。このコーナーのネタから派生したコーナーも多かった。最後は中野の「笑って笑ってー!」（コーナー名変更後には「カリカリ笑って…ってってってって」などというパターンもあり）という声で締める。コーナー名が「笑って笑って」→「ズイズイ笑って」→「笑ってロッキー4!」→「カリカリ笑って」→「ケラケラ笑って」と、番組内でのトレンドや流行語によって変化している。「ズイズイ～」は後述のパンダの名前から、「カリカリ～」は同後述のチャリダーのコーナーから派生した言葉。

### 上野のパンダの名前をズイズイにしよう
1986年6月1日に東京都の上野動物園で生まれ、一般公募していたジャイアントパンダの赤ちゃんの名前を「ズイズイ」（当時中野が口癖のように使っていた「どんどん」を意味する言葉）にしようとして立ち上げた企画。番組で呼びかけた甲斐もあり（中野も『オールナイトフジ』出演時に頭に「ズイズイ」と書いてアピールした）、公募件数で第2位となったが、特定の番組内での組織票ということで却下され、パンダの名前は公募第1位の「トントン（童童）」に決まった。

### ゲゲッ!アジッ!?
身の周りで見聞きした、嘘のような本当の話を紹介するコーナー。はがきを読んだ後に必ず「ゲゲッ!アジッ!?」というセリフを発していた。

### 早稲ダービー
「中野さんの後輩になりたい!」という、早稲田大学の政治経済学部を受験するリスナーの受験期間から合格発表までの日々を追ったコーナー。早稲田大学受験に“出走”する受験生のリスナーを募集し、競走馬に見立てた名前をつけ、枠立てで誰が合格するかをリスナーから募集し、ともに応援した。“出走馬”たちからは模擬試験の結果や受験勉強生活の近況などがハガキによって随時報告され、中野が直接電話をかけて彼らのコンディションなどを聞くこともあった。また、試験当日の朝には中野が早稲田大学を訪れ、校門の前で出走馬たちを含む受験生を激励している。合否の結果は電話で出走馬たちの口から直接発表された。当番組内で2回行われた後、“第3回”は1989年に「NORU SORU」内で行われている。

### F1レーシングへの道・チャリダー
「自転車で鈴鹿サーキットを走りたい」ということから始まったといわれるコーナー。様々な変わったレース案を募集すると同時に、当時のバイク雑誌『バリバリマシン』に掲載された「チャリダー（自転車＝チャリンコに乗るライダー）」の投稿や、「ブッチする（相手を抜き去る、ぶっちぎること）」「カリッカリッ（自転車でコーナーを曲がる際にペダルが地面をこするときの擬音）」といった独自のスラングなども紹介した。このコーナーの目的は後述の「チャリ・伊豆・グランプリ」で達成される。

### インディーズフェスティバルへの道
中野がコンサートツアーで訪れた群馬県前橋市で、タクシーの運転手から手渡された演歌歌手・双葉勝之の「まえばし雨情」という曲のカセットテープをきっかけに、各地で自主製作盤をリリースして活動する演歌歌手にスポットを当て、「『演歌版インディーズフェスティバル』を実現しよう」と動き出したコーナー。リスナーからイベントへの出場候補となりうるインパクトのあるレコードやミュージックテープを募集し、ノミネート曲として放送した。会場はインディーズバンドのメッカとして知られる東京の豊島公会堂で、司会にはインディーズレーベルのナゴムレコードを主催していた有頂天のケラをブッキングする予定だったが、開催前に番組が終了した。
主なノミネート曲
- 富士原 旭『夫婦傘』（奈良県のリスナー推薦）
- 近藤夢児＆南條幸司とその子どもたち『エイズなんか怖くない』（近藤は医学博士 だったらしい）
- 中垣幸雄『シベリア颪』
- 小林文子『疎遠坂』
- 奄美大輔『怒涛船』（歌い出しがいきなり「まぐろが来たぞー」の絶叫。『デーモン小暮のオールナイトニッポン』の番組内コーナー「職人気質物語」でも流されたことがあった）
- いなだちづこ『あなたの故郷』
- 里美映『あなたをかんでみたい』
- 伊藤 幸『夜のちがさき』
- 幸 貞人『古キズ』
- 佐々木みのる『北星寝台』

### なんでも輪島（すっすっ輪島）
当時大相撲から全日本プロレスへと転向した輪島大士の近況（ネタ）を報告してもらうコーナー。「オーケストラ占い」というパロディー占いのコーナー内で、輪島のネタが盛り上がったことから派生した。

### 加山雄三は光進丸を持っているにもかかわらず、なぜ仮面ライダーと言ってしまったのか
1986年12月31日の第37回NHK紅白歌合戦で、白組キャプテンの加山雄三が少年隊の『仮面舞踏会』を紹介する際に「紅白初出場、少年隊『仮面ライダー』です!」と言い間違えるハプニングが起こったが、それに乗じてなぜ加山がそのように間違えたのかと言うネタを募集した。時期が過ぎて加山雄三ネタが風化すると、当時解決直後だった三井物産マニラ支店長誘拐事件のネタに変化し、コーナー名も「若王子さんは妻子があるにもかかわらずなぜオセロゲームなのか?」に変わった。誘拐された支店長若王子氏の髪が、誘拐以前は白髪だったのに、解放されたときは黒髪になっていた理由を募集した。「オセロゲーム」は、髪の色に引っかけている。

### カモンカモンカモン
リスナーの家の家紋を募集し、中野がフジテレビの深夜番組『オールナイトフジ』にゲスト出演するときに頭に描いた。頭に家紋を描くのは「人形の久月」のパロディー。

### 国鉄民営化記念・乗車率250%道場
中野が育った千葉県流山市を走るローカル線「総武流山電鉄」の経営悪化を救済するために、リスナーの力で乗車率を250%にしようという企画。流山電鉄の乗車率を上げるためのアイデアを募った。後述の「幻の商売繁盛 えーらいこっちゃ」にて、企画が実現している。ちなみに流山電鉄は私鉄であり、国鉄民営化とは直接関係はない。

### スクールトゥモロー 学校で生き抜くために
学校をはじめ、家庭、社会などでの悩み事、相談事などをリスナーとともに考えていくコーナー。主に「いじめ」に関する内容の投稿が多く、いじめの被害者だけでなく加害者からの意見なども寄せられた。このコーナーでは中野はトークのトーンを落とし、リスナーに本音のメッセージを送った。

### なんていいやつなんだ
番組のエンディング前に、リスナーや中野の周りの「いい人」に関するエピソードを紹介するコーナー。

### その他
- アンビリーバブルペット
- 日本子供だまし
- Back to the Past 梅干しを見て転べ
- 私の恥ずかしいポスター送ります

（選挙候補者のポスターが送られてきたことが多かった）
- 私の恥ずかしい音頭送ります

（「ナショナル雨樋音頭」「温度音頭」「ぼけない音頭」などの曲が紹介された）
- 業界縦断ウルトラリクルートしよう
- 1985年に行われた国際科学技術博覧会に因み、新しいパビリオンを考えようというコーナーがあった。
- 1986年にイギリスのダイアナ妃（当時）の来日を記念して、「大穴（だいあな）という穴を掘ろう」という企画を立ち上げたが、掘らせてもらえる場所が結局見つからず、これは断念することとなった。

これ以外にスポンサー、ハウス食品からこの番組に「これで何か面白いことをやって下さい」と500万円が提供され、これをきっかけに「チップスカンパニードリームジャンボ企画合戦」が立ち上がった。結局具体的な事が決まる前に当番組は終了したが、後番組の『鴻上尚史のオールナイトニッポン』がこれを引き継ぎ、「チップスカンパニー号ミッドナイトトレイン」として企画が実現した。

## 早稲田大明神ステッカー
投稿が読まれたリスナーにプレゼントされた番組ノベルティ「早稲田大明神ステッカー」が、それとは別に毎週抽選でプレゼントされていた。当ノベルティは、中野が早稲田を1浪して受験したとき、神棚に「早稲田大明神」と自分で書いた札を貼ったら合格したというエピソードから由来し、ステッカーに大きく「早稲田大明神」と書かれている。放送時期によって色違いがあった。

## 行われたイベント[1]

### 幻の商売繁盛 えーらいこっちゃ
この番組を象徴するようなコーナー。寂れた店などにリスナーとともに押しかけ、中野と河合のユニット「ザ・花びら」のライヴを見ながら、ほんのわずかだけでも商売繁盛させようというゲリラ的企画。
- 第1回：1985年6月9日 いつもは一日30人という横浜市内のラーメン屋に、約300人を集める。用意されたラーメン150人分はすぐに売り切れ、あとは飲み物で我慢… ということになった。ライヴは15：00から約3時間行われたが、前日の21：00から待っていた人もいたという。
- 第2回：1985年7月21日 神奈川県横須賀市内の銭湯に、約150人が水着姿で集まる。中野のわき毛をそるパフォーマンスもあった。
- 第3回：1985年10月20日 埼玉県岩槻市（現・さいたま市岩槻区）の大衆食堂で、400円のカレーを食べながらザ・花びらのライヴを見ようということだったが、定員25人の食堂に集まったのは約500人。そのため、ザ・花びらのライヴは12回も行われた[6]。
- 第4回：1986年3月15日 総武流山電鉄救済ライヴ。朝一番の始発電車をいっぱいにしようと、3月にもかかわらず雪がちらつく中、約1000人が集まった。
- 第5回：1986年5月24日 東京都台東区入谷の牛乳店に約2000人が集まる。客45人ずつのライヴを4回行ったところで、これ以上集まると危険ということで急遽、中野と河合が店員となって牛乳などを手売りして握手する形に変更された[7]。
- 第6回：1986年8月1日 朝6:30から、東京都荒川区の区役所前の公園に約1000人を集めてラジオ体操が行われた。この日も徹夜した人がいたという。
- 第7回：自分の街にも是非来てほしいという要望が全国からも多く集まり、全国行脚がスタートする。このため、各地方局からの生放送も多くなった。
  - 1986年11月1日 仙台市
  - 1986年11月8日 広島市
  - 1986年11月9日　福岡市
  - 1986年11月30日 東京都（場所は不明）
  - 1986年12月5日 名古屋市
  - 1986年12月20日 札幌市豊平区羊ケ丘
  - 1987年1月18日 大阪市
- ラスト：1987年3月29日 長野県南安曇郡堀金村（現・安曇野市）にて、本企画の集大成的村おこしライヴ。当時の堀金村の人口約7000人を上回る、約8600人もの観客を集めた。東京からバスで来た人も多く、写真週刊誌・FOCUSなども取材に来るほどだった。この場で中野、「堀金村は臭いぜー!!」と絶叫する[8]。

### チャリ・伊豆・グランプリ
1987年7月31日、静岡県田方郡修善寺町（現・伊豆市）の日本サイクルスポーツセンターにて48名の参加者が集まり、「サンプラザ中野杯 伊豆トライアスロン」とローラースルーゴーゴー、キャタピラー、ホッピングの3種類のレースを合わせた4種目が行われる。トライアスロンではいきなり停電すると言うハプニングも起こった。参加者以外の観客だけでも約400人が集まり、最後は全員で尾崎紀世彦の「また逢う日まで」を合唱した。

## 最終回[5]
この番組の最終回は、ラストで中野が言葉が詰まるほど涙に咽び、それだけに感動的な放送だったとして、この後にも語り草になったことがあった。なお、これより3週間前の9月18日放送の中で、「これからは音楽と、このバンドで勝負したい」ということから番組降板を発表している。
この日は放送前から約200人のリスナーが、最終回をすぐ近くで見守ろうとニッポン放送前に集まった。25：00の放送開始とともに、中野と河合の『ザ・花びら』が8階テラスから下にいるリスナーに向けて約30分間ライヴ。はがきリクエストによりベスト10を決め、カウントダウン形式で演奏を行った。そのランキングは以下の通り。
- 10位:ケメ子の歌
- 9位:尻の穴から出たい
- 8位:ああ人生に涙あり
- 7位:テーマソングメドレー（ミスターBON（ボンカレーCMソング）～もう一度逢いたい（日生のおばちゃんの歌）～冬の稲妻～ミスターBON）
- 6位:ウルトラセブンの歌
- 5位:また逢う日まで
- 4位:みなし児のバラード（『タイガーマスク』エンディングテーマ）
- 3位:困っちゃう'87
- 2位:京葉フリーウェイ（ザ・花びらオリジナルソング）
- 1位:たにしのるすばん（同上）

しかし、隣接する丸の内警察署から『留置場に居る者が眠れない』などの苦情が来たためにライヴはやめ、スタジオに戻っての放送となった。
スタジオに戻ってからは、これまでのコーナー、企画をリクエスト形式で振り返る『いいぞいいぞやめちまえベストテン』（この最終回の放送が第118回目だったことから、『（1）いいぞ（1）いいぞ（8）やめちまえ』という語呂合わせのタイトルでもあった）、懐かしのテープ音源やリスナーからのコメントを聞きながらの放送だった。なお、この企画でのランキングは以下の通り。
- 10位:これでは街へは出られない（眉毛を剃ったらサングラスがもらえたという企画）
- 9位:大穴（だいあな）
- 8位:私の恥ずかしい音頭送ります
- 7位:スクールトゥモロー
- 6位:インディーズフェスティバルへの道
- 5位:チャリ・伊豆・グランプリ
- 4位:ちゃんちゃらおかP音頭
- 3位:すっすっ輪島
- 2位:早稲ダービー
- 1位:幻の商売繁盛 えーらいこっちゃ

そしてラスト、所々で涙にくれる中言葉を搾り出すように訥々とラストメッセージを伝え、最後にエンディングテーマとして爆風スランプの曲『夕焼け物語』が流れる中、『プロミス、プロミス、プロミス、ユー』の代わりに『ラジオの前のみんなにもう一度、ありがとう、ありがとう、ありがとう、さようなら』で終えた。

## スタッフ
- ディレクター
  - 松島宏（第1回から1987年3月まで担当。後番組となる「鴻上尚史のオールナイトニッポン」のディレクターも務める）
  - 入江太乃士（1987年4月から最終回まで担当。のちに「デーモン小暮のオールナイトニッポン」も担当し、同番組でもおなじみとなる）